# Wunibald Waibel
Wunibald Waibel OSB (* 11. Februar 1600 in Markdorf; † 11. Februar 1658 in Ochsenhausen) war der 17. Abt der Reichsabtei Ochsenhausen im heutigen Landkreis Biberach in Oberschwaben.

## Leben
Waibel legte am 21. März 1616 im Kloster die Ordensgelübde ab. Im Juni 1624 feierte er seine erste Heilige Messe. In der Zeit vorher war er Novizenmeister des Klosters. Am 23. Dezember 1632 wurde er in Konstanz von den Mönchen zum Abt Klosters geweiht. Damals herrschte der Dreißigjährige Krieg. Die 54 verbliebenen Mönche verteilten sich auf Klöster im Alpenvorland oder im heutigen Österreich, Schweiz, die nicht von der protestantischen Invasionsarmee, nach der verlorenen Schlacht bei Rain am Lech, 1632 besetzt waren.
Inkognito betrat der Abt dann Mitte Januar 1633 sein ihm anvertrautes Kloster Ochsenhausen. General Gustaf Horn hatte zuvor von Ulm kommend mit einer Armee von 20.000 Soldaten unter anderem große Teile Schwäbisch-Österreichs besetzt. Achtzig schwedische Soldaten des Kommandos waren in der Reichsabtei einquartiert. Das Kloster befand sich schon nach kurzer Zeit in einem verwahrlosten Zustand und wurde nach erfolgter Plünderung als Kriegsbeute an einem Grafen von Hohenlohe verschenkt.

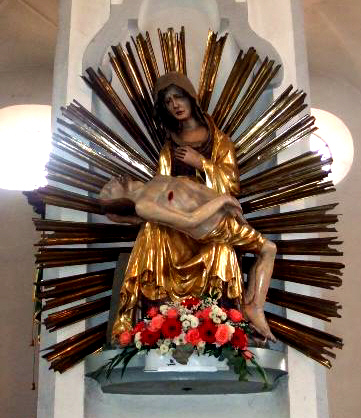
Schmerzhafte Mutter in Steinhausen

Die Kirche im nahen Steinhausen an der Rottum war verwüstet. Vier ältere Mönche namens Roman, Isaias, Lanfrank und Columban harrten weiter im Kloster aus. Erst die Niederlage und der Sieg der kaiserlich-habsburgischen Truppen in der Schlacht von Nördlingen im September 1634 erwirkte die Befreiung Süddeutschlands und brachte auch eine Entlastung für das Kloster. Nach dem Prager Frieden trat aber Frankreich an der Seite der Schweden in den Krieg gegen Kaiser und katholische Liga, der bis zum Friedensschluss in Westfalen 1648 dauern sollte.
Zunächst jedoch zogen die Schweden ab und der Abt betrat im Januar 1636 endgültig sein Kloster. Mit fünfzehn aus dem Exil zurückgekehrten Mönchen versuchte die Gemeinschaft ein kärgliches klösterliches Leben in den nächsten Jahren zu führen. Der Chronist Georg Geisenhof beschreibt die Lage im Gebiet der Reichsabtei mit den Worten:

„[…] man konnte keine Meile weit gehen, ohne nicht auf den Leichnam irgend eines Erschlagenen zu stoßen; selten war eine Nacht, da nicht eine Feuersbrunst den Himmel röthete.“

In seiner Not musste Abt Wunibald im Jahre 1642 für 7200 Gulden den grünen Hof in Ulm an die Stadt Ulm veräußern.
Waibel versuchte in den verbleibenden zehn Jahren nach Ende des Krieges, das Kloster wieder instand zu setzen und verstarb am 11. Februar 1658 in Ochsenhausen.